# Baie de Louga
La baie de Louga (en russe : Лушская губа) est une baie peu profonde près de la côte sud de la Russie sur le golfe de Finlande. Elle est exempte de glace 326 jours par an. La péninsule de Kurgalsky la sépare de la baie de Narva à l’ouest, tandis que la péninsule de Soikinsky la sépare de la baie de Koporie à l’est. Le fleuve Louga se jette dans la baie près d’Oust-Louga.

## Climat
La température moyenne sur l'année y est de 3° C. Le mois le plus chaud est août, avec 16° C en moyenne, et le plus froid est janvier, avec -10 °C

## Économie
Jusqu'à la fin du XXe siècle, les activités économiques dans la baie se limitaient à la pêche, l'exploitation forestière et l’extraction de tourbe. Les seuls navires fréquentant la baie étaient ceux des pêcheurs locaux, ingriens et russes. La création de l'immense port moderne d'Oust-Louga, l’un des trois nouveaux ports commerciaux du golfe de Finlande et le plus ambitieux de ces trois projets, a transformé profondément cette région autrefois rurale et relativement préservée. Le port en eau profonde permet l'exportation de charbon et d’engrais. De nouvelles voies ferrées, des routes d’accès et des gazoducs ont été construits, ainsi que de vastes étendues de quais. Un nouveau terminal à conteneurs vient d’ouvrir, transformant Oust-Luga en un important hub multimodal. La construction d'une énorme usine de gaz naturel liquéfié est en cours. Au cours des dix dernières années, l’expansion des installations industrielles et de manutention des marchandises autour de la baie de Louga a été très rapide, ce développement occupant maintenant la quasi-totalité de la zone située entre les villages d’Oust-Luga et de Vistino. Un terminal de ferry permet depuis 2012 des liaisons internationales directes avec l'Union européenne, via Sassnitz dans le nord de l'Allemagne.